# Mp4-speler

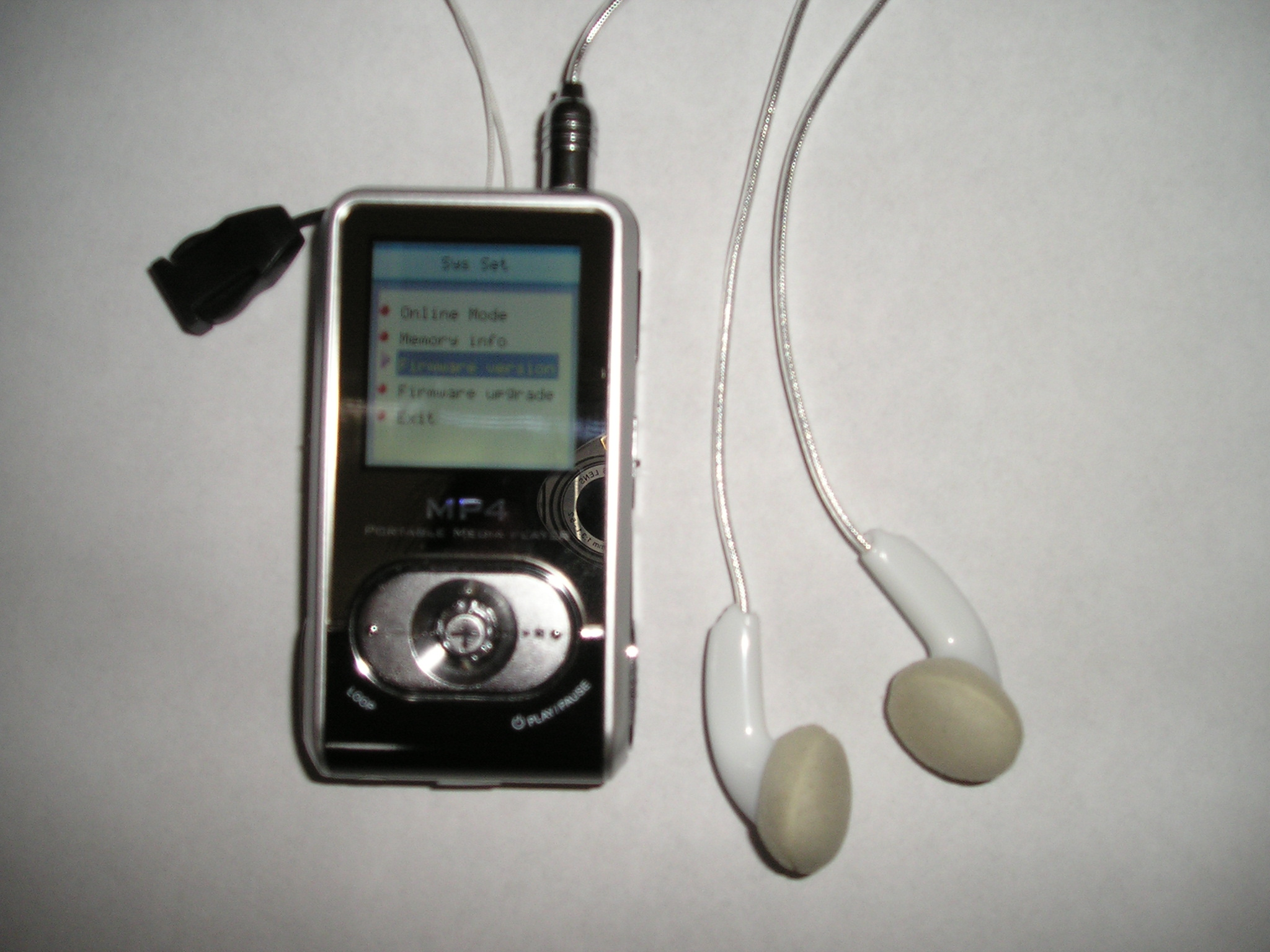
Mp4-speler

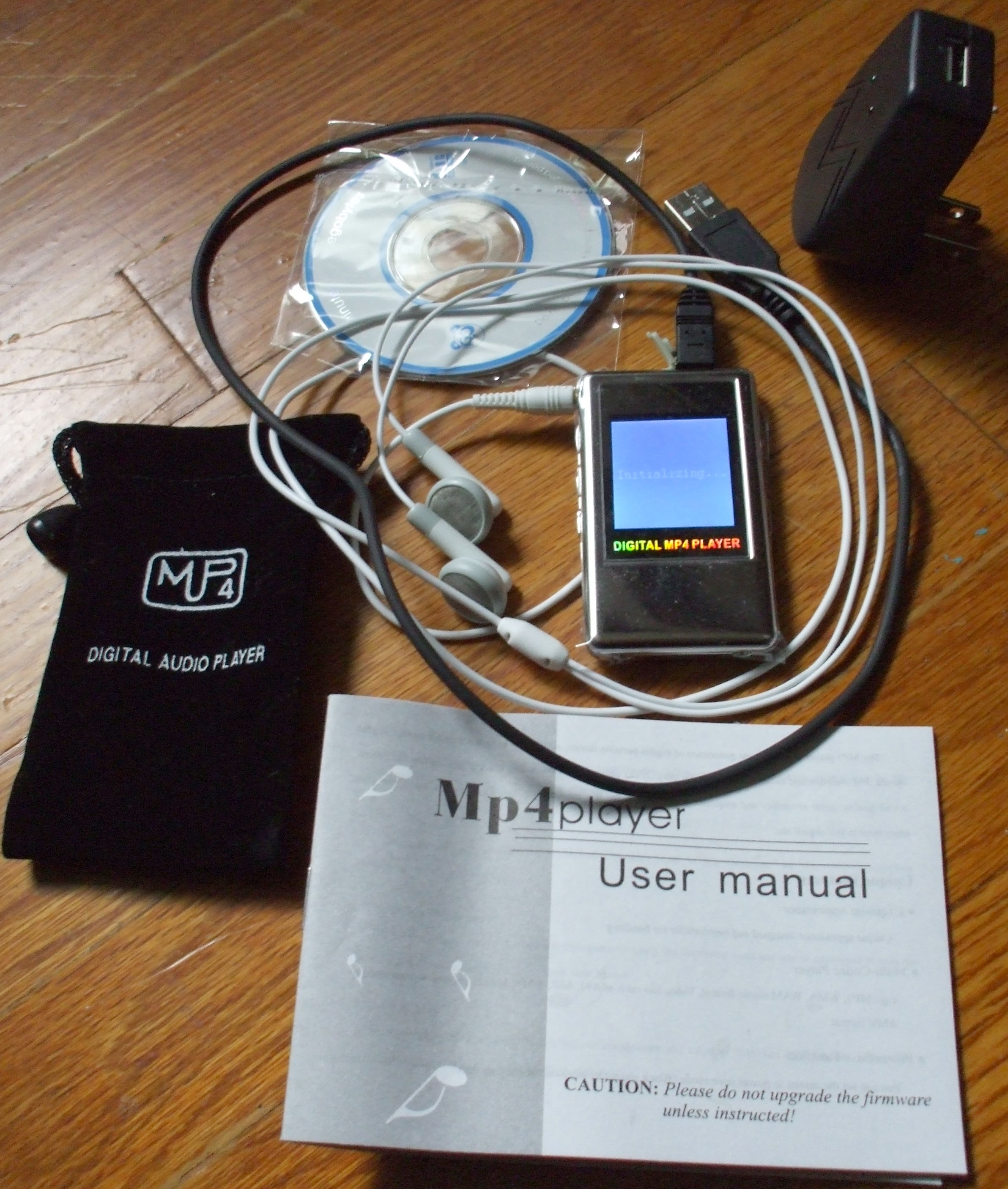
Mp4-speler met accessoires

Een mp4-speler is een draagbare mediaspeler die voornamelijk ontwikkeld en geproduceerd wordt in China en de omliggende gebieden. Mp4-spelers hebben een aantal mogelijkheden, waaronder het afspelen van muziek en films in AMV-formaat. De mp4-spelers hebben meestal ook de beschikking over een FM-radio en een voice recorder. Doorgaans beschikken de mp4-spelers over een kleurenscherm tussen de 1,5 en 2,4 inch (3,8 tot 6,1 centimeter) en touchscreen. 
De naam mp4-speler is technisch niet gerelateerd aan het videoformaat MPEG-4. Het is een marketingterm die de "volgende generatie" (3+1=4) van draagbare mediaspelers beschrijft die de mp3-speler opvolgt.

## Soorten en opslagruimte
De mp4-spelers zijn over het algemeen verkrijgbaar in capaciteiten van 1 GB tot en met 32 GB. De kwaliteit van mp4-spelers is de laatste jaren verbeterd dankzij nieuwe stabiele chipsets.

## Chipsets
In de meeste mp4-spelers die het AMV-formaat ondersteunen zit de Rockchip, een videochip van Fuzhou Rockchip Electronics. 

## AMV
De comprimering bestaat uit 4 pixels per byte, en het AMV-formaat ondersteunt een aantal vaste resoluties: 96 x 96 tot 208 x 176 en tussen de 12 en 16 beelden per seconde. Een video van 30 minuten heeft een grootte van ongeveer 100 MB met een resolutie van 160 x 120.